# Agave bovicornuta
Агава бовікорнута (Agave bovicornuta, Gentry; англ. Cow Horn Agave — агава-коров'ячий ріг, ісп. Lechuguilla Verde) — сукулентна рослина роду агава (Agave) підродини агавових (Agavoideae).

## Морфологічні ознаки

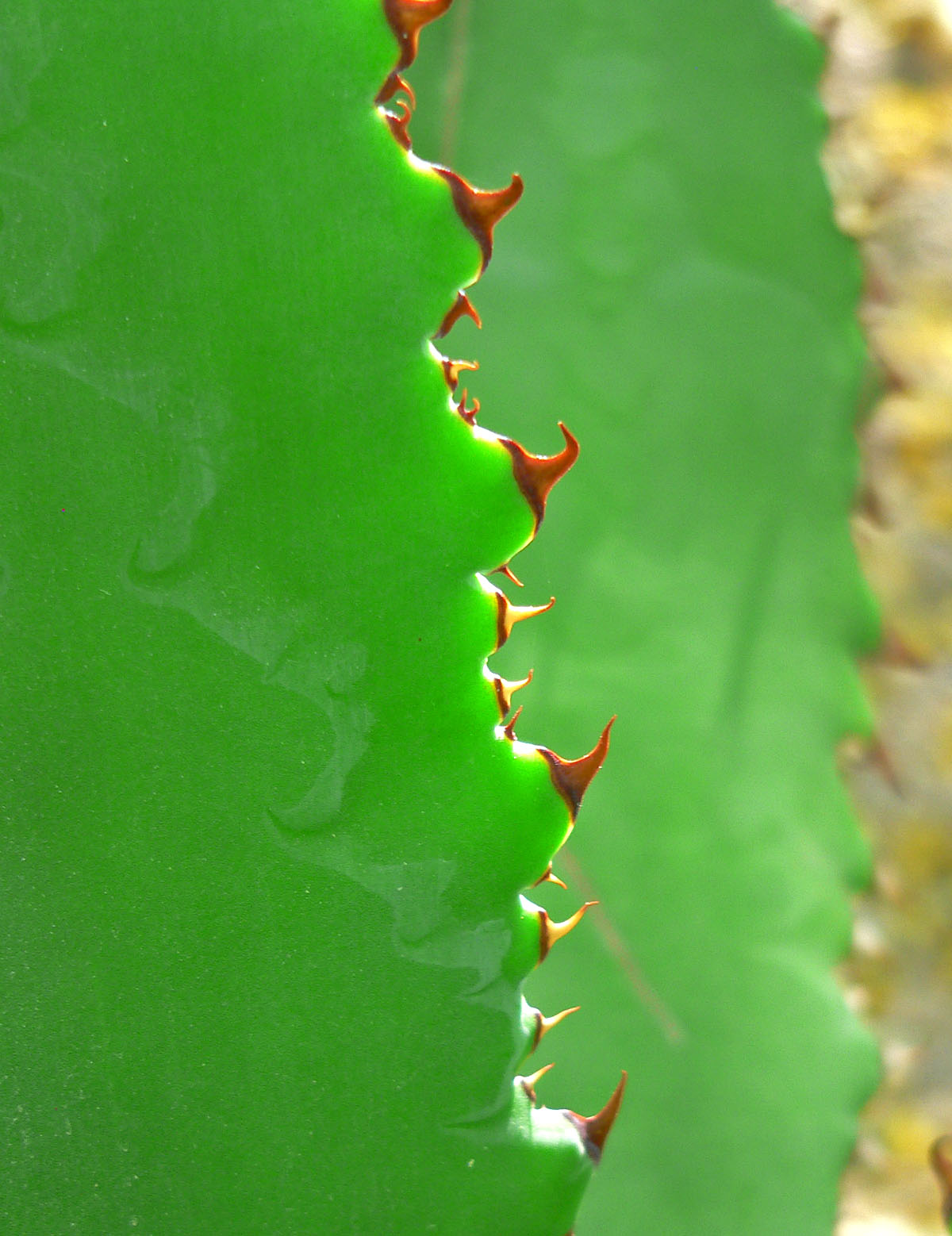
Листок Agave bovicornuta

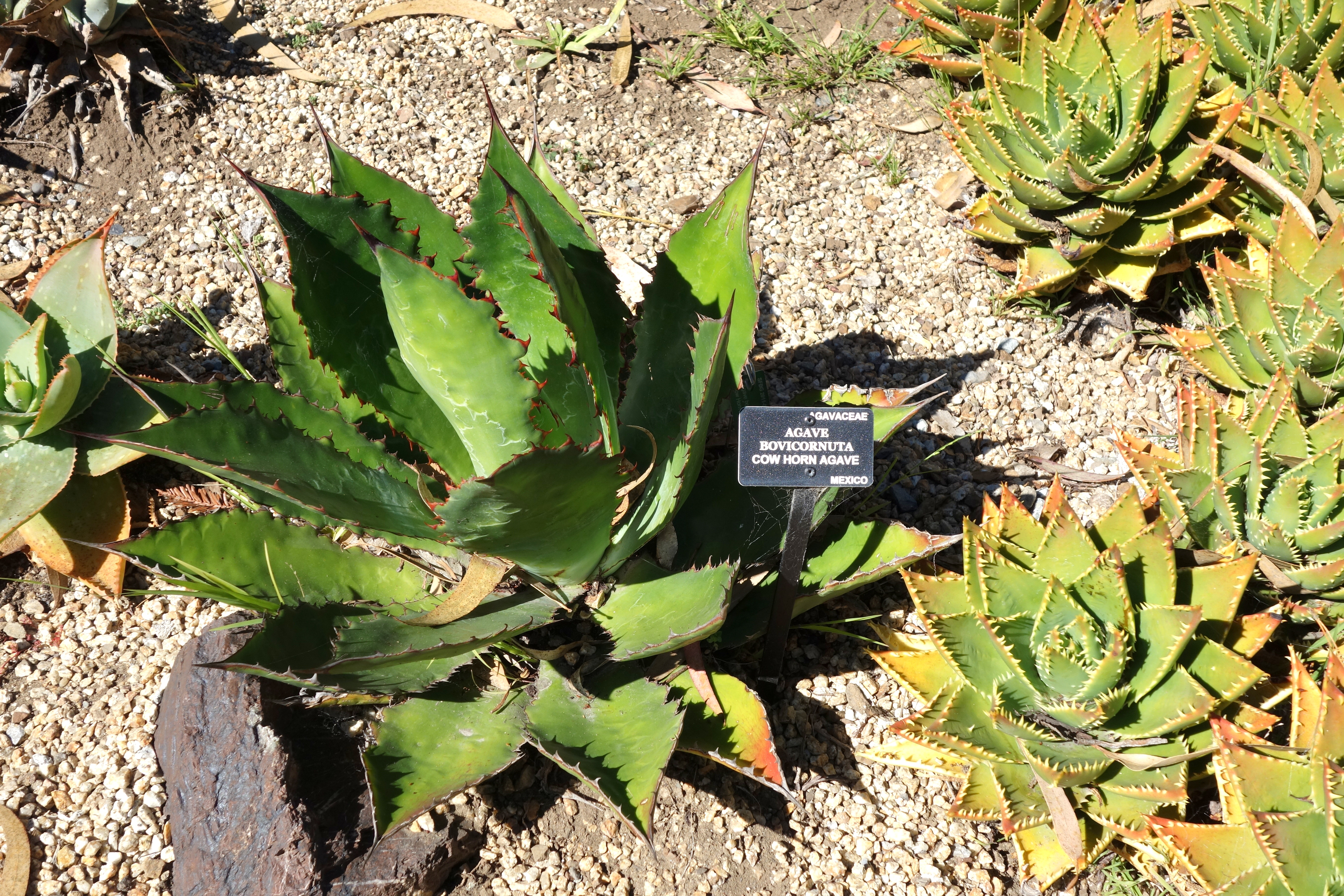
Agave bovicornuta в ботанічному саду Сан-Франциско

Рослина з укороченим стеблом і розетками м'ясистих листків, досягає 80–100 см заввишки і 1,5–2 м у діаметрі. Бічні пагони дає рідко. Листя, завдовжки 60–80 см і завширшки 14–17 см, ланцетні або лопатоподібні. Поверхня листя зазвичай жовто-зеленого кольору, у молодих рослин блакитно-зелена. Край листя пилоподібний з коричневими зубчиками. З розетки виростає волотисте суцвіття завдовжки 5 — 7 м, що складається з зеленувато-жовтих квіток довжиною 3 см. Зацвітає у віці 10 років і більше. Рослина після цвітіння гине, лишаючи паростки.

## Місце зростання
Ареал розташований на північному заході Мексики (Західна Сьєрра-Мадре), на висоті від 800 до 1 800 м над рівнем моря.

## Догляд
Потрібні сонячне місце, піщаний ґрунт з гарним дренажем. Рясний полив у період росту, сухе утримання взимку. У сухих умовах може нетривалий час витримувати низькі температури.

## Розмноження
Розмножується насінням.